# Archie Bleyer
Archie Bleyer (* 12. Juni 1909 in Corona, Queens, New York City; † 20. März 1989 in Sheboygan, Wisconsin) war ein US-amerikanischer Bandleader, Musikproduzent und Besitzer des Musiklabels Cadence Records.

## Biografie
Mit sieben Jahren begann Bleyer mit dem Klavierspiel. 1927 ging er zum Columbia College (Columbia University) und wollte Elektroingenieur werden. Im zweiten Studienjahr wechselte er das Fach und belegte Musik, schloss jedoch die Ausbildung nicht ab und wurde Arrangeur.
1934 gründete er in Hollywood ein eigenes Orchester. Bleyers Bigband veröffentlichte auf Brunswick Records; einer der Sänger der Band war Johnny Mercer, der spätere Songwriter und Mitgründer von Capitol Records.
Im Jahr 1945 begann Bleyer eine Zusammenarbeit beim CBS-Radiosender als Orchesterdirigent der beliebten Gordon MacRae Show. Zu den Instrumentalisten, die mit seinem Orchester auftraten, gehörte John Serry, der trat in späteren Jahren als führender Orchesterakkordeonist hervor.
Bleyer wurde 1946 musikalischer Leiter bei Arthur Godfrey für dessen Hörfunk- und Fernsehshows, diese Stelle hatte er bis 1953 inne. 1952 gründete er die Plattenfirma Cadence Records, deren erster Künstler Godfreys Protegé Julius La Rosa wurde. Neben den Instrumentalaufnahmen seiner Band wurden auf dem Label auch Platten anderer Künstler Hits. Einen Nummer-eins-Hit lieferte dabei 1954 die Gesangsgruppe The Chordettes mit Mister Sandman, auf dem auch Archie Bleyer zu hören ist. Im selben Jahr heiratete er Janet Ertel, eine der Sängerinnen der Chordettes.
Nach ersten Erfolgen mit Julius La Rosas Hits konnte Bleyer auch Schallplatten von Künstlern wie Andy Williams und ab 1956 den Everly Brothers in den Hitparaden platzieren. Hits der Everly Brothers, wie Bye Bye Love oder Wake Up Little Susie, produzierte Bleyer in Nashville mit Country-Studiomusikern, in erster Linie mit Chet Atkins.
Wider Willen nahm Bleyer 1958 die Band des Gitarristen Link Wray unter Vertrag. Ihm gefiel das Auftreten des Gitarristen nicht, unter anderem weil er, um einen besonderen Sound zu erzielen, die Membrane der Gitarrenlautsprecher anstach. Die erste Single von Link Wrays Ray Men Rumble wurde zum Welthit.
Als die Musiklandschaft sich mit dem Aufstieg der Beatles und der British Invasion änderte, konnte Bleyer nicht akzeptieren, dass sich das Business im Wandel befand. Er verkaufte Cadence Records 1964 inklusive aller Mastertapes an Andy Williams. Heute gehört der Cadence-Katalog Sony BMG Music.
Archie Bleyer und seine Cadence Records waren Vorbild für Phil Spector und sein Philles-Plattenlabel.
Archie Bleyer starb 1989, wenige Monate nach dem Tod seiner Frau, in deren Heimatstadt Sheboygan an den Folgen der Parkinson-Krankheit.

## Hitsingles
- 1954: Hernando’s Hideaway (US #2)
- 1954: The Naughty Lady of Shady Lane (US #26)
- 1956: Rockin’ Ghost